# مجمع النفايات

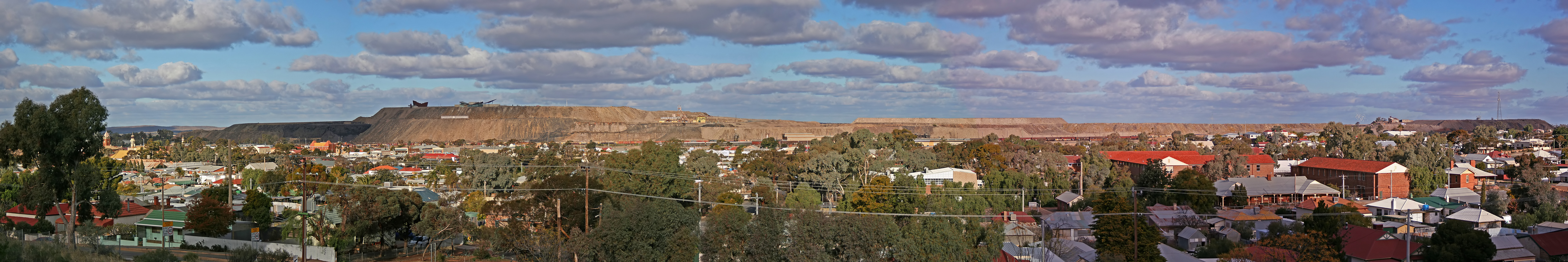
منظر بانورامي لبروكن هيل في المنطقة التي تظهر فيها البقايا المعدنية الضخمة.

عادة ما يكون سد المخلفات عبارة عن سد ترابي يستخدم لتخزين المنتجات الثانوية لعملية الاستخراج بعد فصل الخام عن النفايات، ويمكن أن تكون النفايات المعدنية سائلة أو صلبة أو كتلً من الجسيمات الدقيقة وعادة ما تكون شديدة السمية ومن المحتمل أن تكون مشعة، وغالبا ما تستخدم النفايات الصلبة كجزء من البناء.
وتُعرف المخلفات المعدنية أو النفايات المعدنية على أنها المادة المتبقية خلال عملية فصل الأجزاء القيمة عن الأجزاء غير القيمة من الكتلة، وتختلف النفايات عن الأحجار وهي نفايات الصخور أو المواد الأخرى التي تعلو صخرة أو جسم معدني ويتم إزاحتها في المنجم دون معالجتها، ويمكن أن تختلف كمية النفايات المعدنية من 90-98٪ لبعض خامات النحاس إلى 20-50٪ بالنسبة للخامات الأخرى.

## عينات

### كبريتيد المعادن

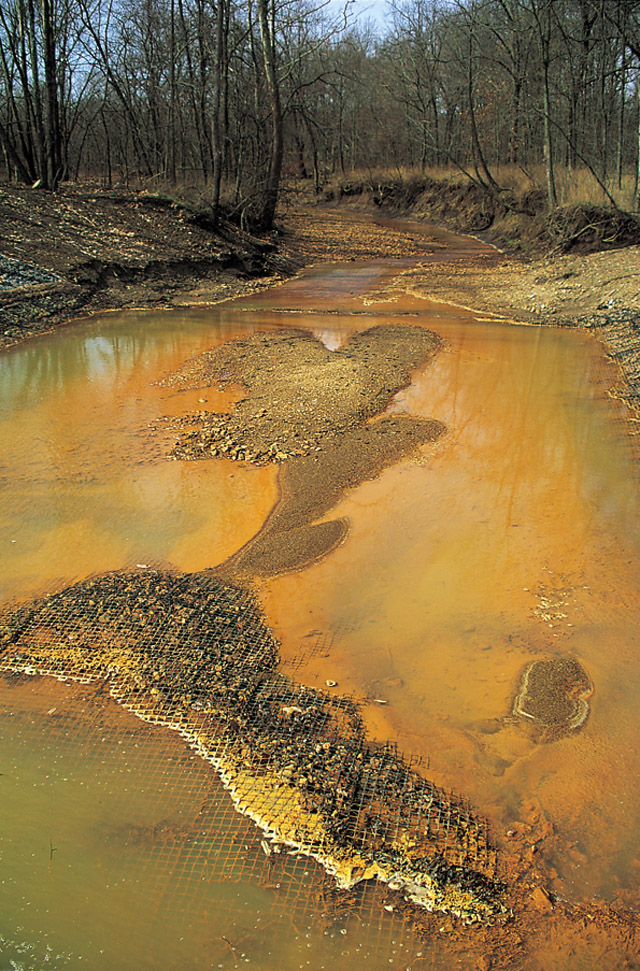
تدفق الأحماض المعدنية عند مستوى سطح الأرض

تعتبر مياه صرف من الكبريتيد أكبر وأهم المخلفات المعدنية في العالم ، وتحتوي هذه النفايات على كميات كبيرة من.

### الفحم الحجري والنفط الصخري
من الممكن أن تصبح بعض الخامات نفايات معدنية عند استخدامها لأغراض معدنية معينة.

### تعدين الألومنيوم
نفايات البوكسيت هي نفايات صناعية ناتجة عن عملية إنتاج الألمنيوم، وتبلغ كمية نفايات البوكسيت حوالي 77 مليون طن سنويا وهي من أهم المشاكل التي تواجه صناعة الألمنيوم.